# Kodra Špijes
Kodra Špijes är ett berg i Kosovo. Det ligger i den norra delen av landet, 15 km väster om huvudstaden Priština. Toppen på Kodra Špijes är 821 meter över havet. Kodra Špijes ingår i Čičavica.
Terrängen runt Kodra Špijes är platt åt sydost, men åt nordväst är den kuperad. Runt Kodra Špijes är det ganska tätbefolkat, med 222 invånare per kvadratkilometer. Närmaste större samhälle är Priština, 15,4 km öster om Kodra Špijes. Trakten runt Kodra Špijes består till största delen av jordbruksmark.